# Uddgrynnan
Uddgrynnan är en ö i Finland.   Den ligger i den ekonomiska regionen  Sydösterbotten och landskapet Österbotten, i den sydvästra delen av landet, 280 km nordväst om huvudstaden Helsingfors.